# Diocesi di Palmira
La diocesi di Palmira (in latino: Dioecesis Palmirana) è una sede della Chiesa cattolica in Colombia suffraganea dell'arcidiocesi di Cali. Nel 2021 contava 795.000 battezzati su 885.600 abitanti. È retta dal vescovo Rodrigo Gallego Trujillo.

## Territorio
La diocesi comprende 10 comuni nella parte sud-orientale del dipartimento colombiano di Valle del Cauca: Palmira, Florida, Candelaria, Pradera, Cerrito, Ginebra, Restrepo, Vijes, Yotoco e Calima el Darién.
Sede vescovile è la città di Palmira, dove si trova la cattedrale di Nostra Signora del Rosario (Nuestra Señora del Rosario del Palmar).
Il territorio si estende su una superficie di 4.976 km² ed è suddiviso in 49 parrocchie, raggruppate in 6 vicariati.

## Storia
La diocesi è stata eretta il 17 dicembre 1952 con la bolla Romanorum partes di papa Pio XII, ricavandone il territorio dalla diocesi di Cali (oggi arcidiocesi) e dall'arcidiocesi di Popayán, di cui era originariamente suffraganea.
Il 20 giugno 1964 è entrata a far parte della provincia ecclesiastica dell'arcidiocesi di Cali.
Il 29 giugno 1966 ha ceduto una porzione di territorio a vantaggio dell'erezione della diocesi di Buga, ma contestualmente ha acquisito alcuni comuni che appartenevano all'arcidiocesi di Cali.

## Cronotassi dei vescovi
Si omettono i periodi di sede vacante non superiori ai 2 anni o non storicamente accertati.
- Jesús Antonio Castro Becerra † (18 dicembre 1952 - 20 agosto 1983 ritirato)
- José Mario Escobar Serna † (20 agosto 1983 succeduto - 13 ottobre 2000 dimesso)
- Orlando Antonio Corrales García (9 aprile 2001 - 12 gennaio 2007 nominato arcivescovo di Santa Fe de Antioquia)
- Abraham Escudero Montoya † (2 febbraio 2007 - 6 novembre 2009 deceduto)
- Edgar de Jesús García Gil (24 maggio 2010 - 31 maggio 2024 ritirato)
- Rodrigo Gallego Trujillo, dal 31 maggio 2024

## Statistiche
La diocesi nel 2021 su una popolazione di 885.600 persone contava 795.000 battezzati, corrispondenti all'89,8% del totale.
| anno | popolazione | popolazione | popolazione | presbiteri | presbiteri | presbiteri | presbiteri                | diaconi | religiosi | religiosi | parrocchie |
| anno | battezzati  | totale      | %           | numero     | secolari   | regolari   | battezzati per presbitero | diaconi | uomini    | donne     | parrocchie |
| ---- | ----------- | ----------- | ----------- | ---------- | ---------- | ---------- | ------------------------- | ------- | --------- | --------- | ---------- |
| 1966 | 520.000     | 531.000     | 97,9        | 118        | 72         | 46         | 4.406                     |         | 75        | 326       | 37         |
| 1970 | 285.000     | ?           | ?           | 55         | 40         | 15         | 5.181                     |         | 37        | 244       | 27         |
| 1976 | 310.000     | 325.000     | 95,4        | 54         | 46         | 8          | 5.740                     |         | 27        | 137       | 30         |
| 1980 | 327.000     | 368.000     | 88,9        | 53         | 43         | 10         | 6.169                     |         | 29        | 122       | 29         |
| 1990 | 584.000     | 651.000     | 89,7        | 54         | 46         | 8          | 10.814                    |         | 13        | 221       | 39         |
| 1999 | 920.000     | 976.000     | 94,3        | 59         | 50         | 9          | 15.593                    |         | 12        | 215       | 39         |
| 2000 | 600.000     | 650.000     | 92,3        | 57         | 48         | 9          | 10.526                    | 1       | 15        | 216       | 39         |
| 2001 | 600.000     | 650.000     | 92,3        | 66         | 57         | 9          | 9.090                     | 1       | 15        | 217       | 41         |
| 2002 | 600.000     | 650.000     | 92,3        | 68         | 56         | 12         | 8.823                     |         | 18        | 216       | 41         |
| 2003 | 600.000     | 650.000     | 92,3        | 62         | 50         | 12         | 9.677                     |         | 18        | 217       | 43         |
| 2004 | 600.000     | 700.000     | 85,7        | 62         | 50         | 12         | 9.677                     |         | 18        | 217       | 43         |
| 2013 | 713.000     | 790.000     | 90,3        | 83         | 74         | 9          | 8.590                     | 1       | 16        | 210       | 47         |
| 2016 | 737.275     | 817.171     | 90,2        | 80         | 73         | 7          | 9.215                     |         | 17        | 204       | 48         |
| 2019 | 762.200     | 848.500     | 89,8        | 82         | 75         | 7          | 9.295                     |         | 19        | 192       | 49         |
| 2021 | 795.000     | 885.600     | 89,8        | 86         | 78         | 8          | 9.244                     | 6       | 13        | 201       | 49         |